# 威廉·托马谢克
威廉·托马谢克（德語：Wilhelm Tomaschek，1841年5月26日—1901年9月9日，又译托玛舍克、拖玛歇克、陶迈谢、陶玛舍克、汤玛薛克、汤玛揭克、托马什克、托马希克、托马斯切克、托马斯柴克等）是奥匈帝国-捷克的地理学家、东方学家。以其在历史地理学及历史民族学领域的研究而知名。

## 生平
他1841年5月26日生于摩拉维亚的奧洛穆茨，1860年至1864年间就学于维也纳大学。毕业后在圣珀尔滕及维也纳担任高中教师。1877年任格拉茨大学地理学科编外教授一职，期间发表了其名著《中亚研究》（Centralasiatische Studien）的第一卷。1881年升任教授，1885年就任于维也纳大学，教授历史地理学。
他于1882年成为奥地利科学院的通讯会员，1899年成为正式会员。1883年成为位于圣彼得堡的俄罗斯科学院的通讯会员。他于1901年9月9日去世于维也纳。
1933年，为纪念他，维也纳弗洛里茨多夫区的托马谢克路（Tomaschekstraße）以其姓氏命名。

## 著作
- Centralasiatische Studien. I. Sogdiana, 1877 – 中亚研究，第一卷：粟特
- Centralasiatische Studien. II. Die Pamir-Dialekte, 1880 – 中亚研究，第二卷：帕米尔诸语
- Zur historischen Topographie von Persien. I. Die Straßenzüge der tabula Peutingeriana, 1883 –  Historical topography of 波斯历史地理学，第一卷：普丁格地图所绘道路
- Zur historischen Topographie von Persien. II. Die Wege durch die Persische Wüste, 1885 – 波斯历史地理学，第二卷：穿越波斯荒漠的道路
- Zur historischen Topographie von Kleinasien im Mittelalter, 1891 – 中世纪小亚细亚历史地理学
- Die alten Thraker. Eine ethnologische Untersuchung. 3 volumes. Vienna: Tempsky, 1893–1894 – 古色雷斯人，民族志研究，全三卷[6]